# بيتر فيشر (لاعب كرة قدم)
بيتر فيشر (بالإنجليزية: Peter Fisher)‏ هو لاعب كرة قدم بريطاني، ولد في 17 فبراير 1920 في إدنبرة في المملكة المتحدة، وتوفي في ديسمبر 2010 في ديفون في المملكة المتحدة. لعب مع شروزبري تاون.